# Myrmica scabrinodis

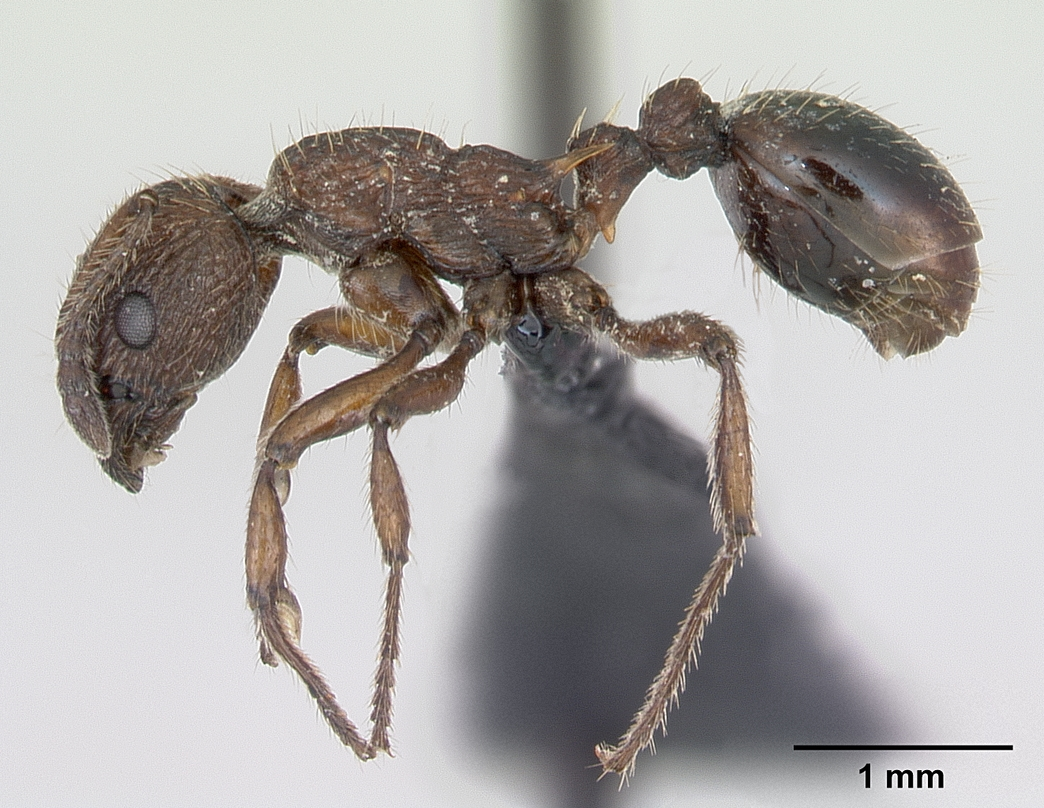
Рабочий Myrmica scabrinodis

Myrmica scabrinodis (лат.) — вид мелких рыжих муравьёв рода мирмики из подсемейства мирмицины. Широко распространённый палеарктический вид. Играет важную роль в сохранении популяций редких бабочек-голубянок, с которыми образует стойкую мирмекофильную связь.
Включён в списки редких и охраняемых животных в нескольких европейских странах, в том числе: Германия (в статусе V).

## Распространение
Северная Евразия от Западной Европы и Кавказа до Западной Сибири. Лесная зона (лиственные, смешанные и хвойные леса).

## Описание
Длина рабочих около 3,5—5 мм, самок до 6,5 мм, самцов — до 6 мм. Основная окраска самок и рабочих от рыжевато-красной до буровато-чёрной (самцы чёрные). Усики 12-члениковые (у самцов 13-члениковые). Скапус самок и рабочих угловатый у основания с небольшим горизонтальным килем. Лоб широкий. Голова и грудь с продольными бороздками. Скапус усиков самцов короткий (он более длинный у близких видов M. sabuleti и M. vandeli). Голени и ноги самцов с длинными волосками, чья длина больше максимальной ширины голеней (у M. specioides они короче). Заднегрудка с длинными проподеальными шипами. Стебелёк между грудкой и брюшком у всех каст состоит из двух члеников: петиолюса и постпетиолюса (последний чётко отделён от брюшка). Верхняя площадка петиолюса лежит почти под прямым углом к крутой передней поверхности. Жало у самок и рабочих развито, куколки голые (без кокона). Шпоры на средних и задних ногах гребенчатые. Брюшко гладкое и блестящее.

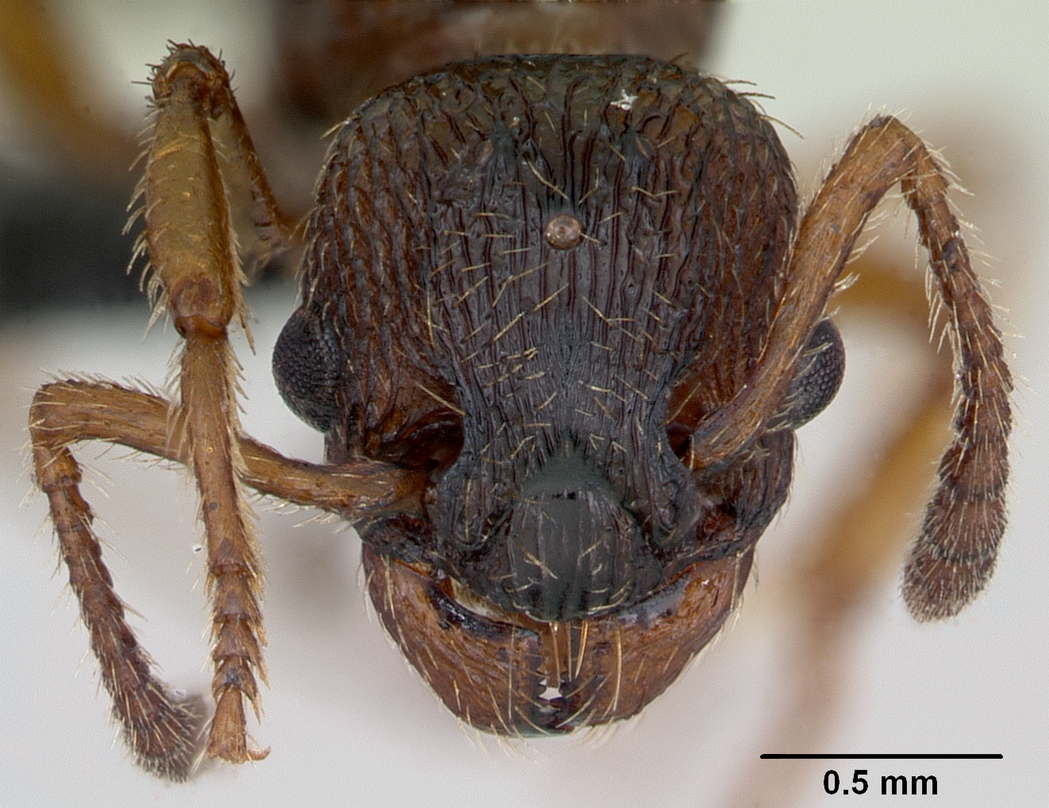
Голова самки
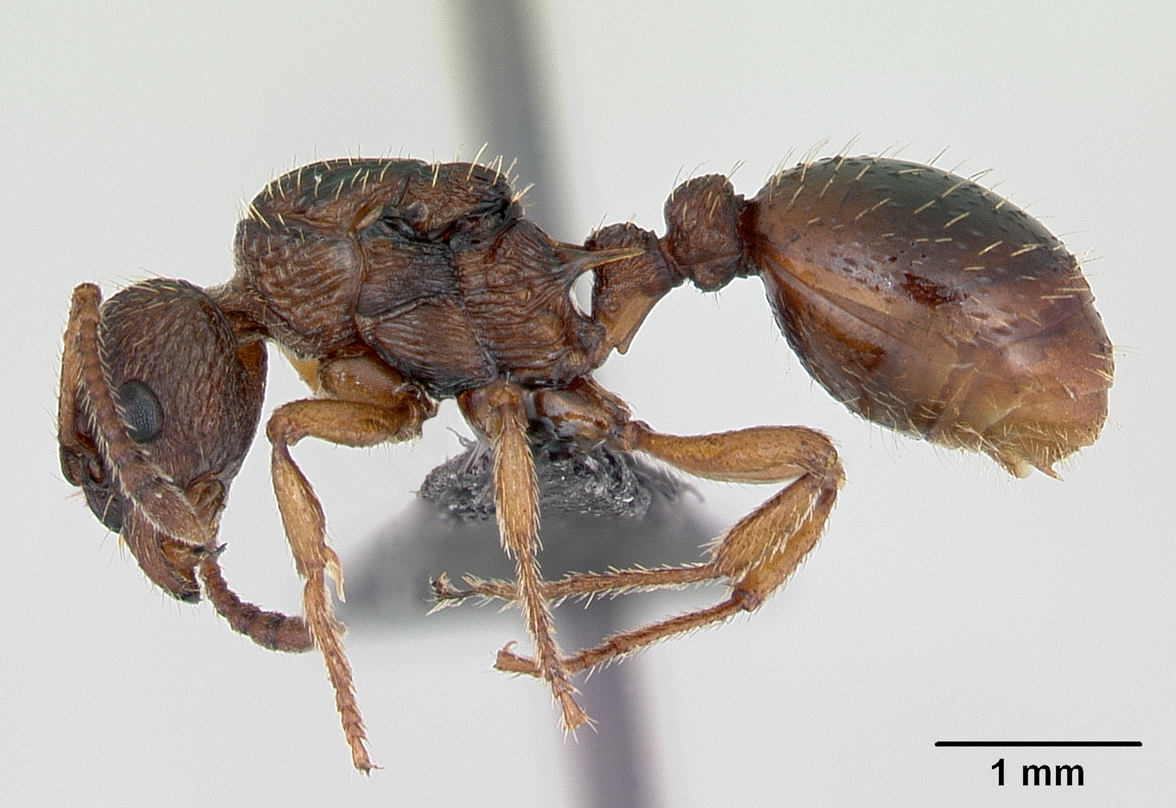
Самка
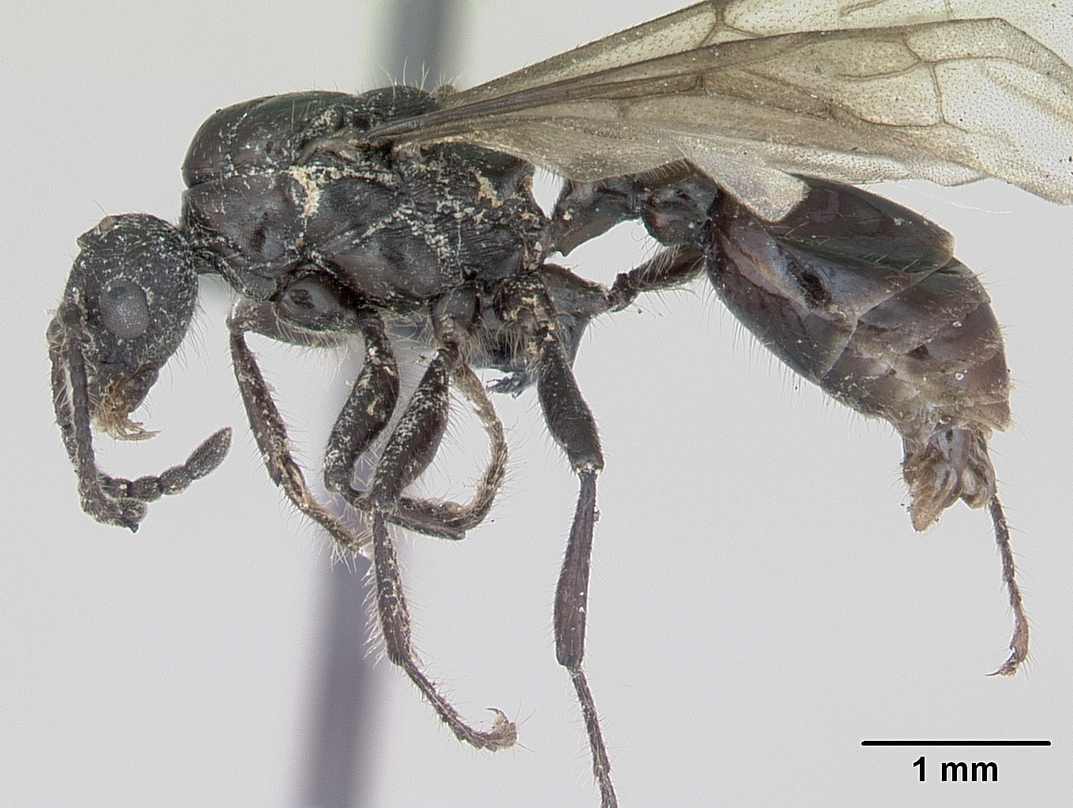
Самец

## Биология
Муравейники располагаются под землёй, в гнилой древесине, под камнями. Образ жизни M. scabrinodis  сходен с M. specioides, но предпочитает более влажные условия микроклимата. Семьи включают одну матку (моногинные колонии) или несколько (полигинные), а также от нескольких сотен до 2500 рабочих муравьёв. Брачный лёт крылатых половых особой происходит с июля по сентябрь. Молодые самки после оплодотворения самостоятельно основывают новые гнёзда. Другим способом образования новых семей служит почкование материнской колонии. Новые семьи образуются посредством самок-основательниц и социотомии. Активный хищник. Охотится на мелких беспозвоночных, собирают падаль и сладкую падь у тлей.
Мирмики издают звуки с помощью стридулитрума (органа, расположенного на стебельке между постпетиолем и брюшком). На стадии куколки (например, у M. scabrinodis) это позволяет им сообщать о своём социальном статусе рабочим-нянькам.
Myrmica scabrinodis использует большое разнообразие мест обитания на всём протяжении своего обширного ареала, чаще всего ассоциируется с лугами, но также присутствует в открытых лесах и лесистых местностях, особенно в южной части ареала. В лесах гнездится в почве, часто под корой и кусочками дерева, а иногда внутри и под мхом. В болотах M. scabrinodis строит муравейники в травяных и моховых кочках, и обычно их колонии строят довольно большие холмики из почвы, пережёванного мха и другого детрита, где они разводят своих личинок. На более сухих пастбищах и на верховых вересковых пустошах гнёзда строятся под плоскими камнями или непосредственно в почве. В последнем случае небольшие холмики строятся весной, но они не сохраняются в течение сезона. В очень жарких условиях гнёзда строятся в почве без явных надземных структур. Во многих более жарких местообитаниях, в которых поддерживается существование популяций из земляных холмиков Lasius flavus, гнёзда M. scabrinodis можно найти встроенными в их холмики, и есть некоторые свидетельства того, что они охотятся на личинок L. flavus, что подтверждается результатами исследований. Доказано, что L. flavus производит больше половых крылатых особей, когда гнёзда M. scabrinodis были от них удалены.
Лабораторными исследованиями показано, что рабочие с экспериментально сокращённой продолжительностью жизни (раненые) становятся фуражирами раньше, чем контрольные. Стратегия привлечения молодых рабочих к более безопасным внутригнездовым задачам и более возрастных муравьёв для более рискованных задач, например, в фуражировку и охоту, увеличивает среднюю продолжительность жизни рабочих и, следовательно, колониальную приспособленность. Таким образом, рабочие муравьи корректируют свой порог для участия в рискованных фуражировочных работах в зависимости от их ожидаемой продолжительности жизни.
Вертишейка в период выкармливания птенцов кормит их в основном куколками муравьёв. Например, в Рязанской области (исследования проводились в Окском заповеднике) в рационе этой лесной птицы преобладают такие виды как Lasius niger (26 %) и Myrmica scabrinodis (19 %).
В гнёздах Myrmica scabrinodis обнаружены социально-паразитические муравьи M. karavajevi (своих рабочих особей у него нет), M. laurae, M. vandeli. Матка паразита сосуществует с маткой и рабочими хозяев.
Муравьи Myrmica scabrinodis служат хозяевами для эктопаразитических грибков Rickia wasmannii Cavara, 1899 (Лабульбениомицеты, Ascomycota).
Гриб прикрепляется к наружному слою кутикулы, а на поверхности хозяев проявляется в виде сетчатой структуры. Продолжительность жизни инфицированных муравьёв значительно снижалась по сравнению с продолжительностью жизни неинфицированных особей. Частота аллогруминга была значительно выше в инфицированных гнёздах.
Заражённые муравьи были значительно более чувствительны к выведению пищи и воды, чем неинфицированные. Обнаружено, что инфицированные муравьи потратили больше времени на потребление воды, чем неинфицированные особи.
Гриб R. wasmannii покрывает всю поверхность тела хозяина, уменьшает его продолжительность жизни и часто приводит к изменениям поведения хозяина. Характеристики локомоторной активности во многих отношениях различаются между возрастными классами (старые фуражиры и молодые рабочие), а также зависят от их физиологического статуса, но паразитизм R. wasmannii, по-видимому, не оказывает прямого влияния ни на одну из изученных переменных.
Наибольшее число инфицированных грибком R. wasmannii колоний отмечено преимущественно во влажных средах обитания. Рабочие из надземной части гнёзд (предположительно, более старые, которые выступали в качестве фуражиров) были более заражены, чем муравьи из подземной части. Грибные нити можно найти по всему телу хозяев, но наиболее заражённые части тела — это голова и брюшко.
У заражённых грибком R. wasmannii муравьёв была более тонкая кутикула, чем у неинфицированных. Неясно, является ли уменьшенная толщина ответом хозяина, или же гриб заражает преимущественно колонии муравьёв с тонкой кутикулой.

## Биохимия
В составе различных желёз обнаружено несколько феромонных веществ, включая ацетальдегид (C2H4O), пропаналь (C3H6O), этиловый спирт (C2H6O), а также:
- 3-гексаналь, гексан-3-он (C6H12O)
- 3-гексанол, гексан-3-ол (C6H14O)
- 3-гептанол, гептан-3-ол (C7H16O)
- 3-октанол, октан-3-ол (C8H18O)

В дюфуровой железе также идентифицированы:
- ацетальдегид (C2H4O), пропаналь (C3H6O)
- 7-этил-3,11-диметилдодека-1,3,6,10-тетраен (C16H26)
- 3,7-диэтил-11-метилтридека-1,3,6,10-тетраен (C18H30)

## Генетика
Диплоидный набор хромосом у самок и рабочих 2n = 44, у самцов гаплоидный набор n = 22.

## Охрана природы
Данный вид муравьёв может стать элементом комплексной системы спасения редких видов бабочек из семейства голубянок. В Европе подавляющее большинство гусениц таких редких голубянок, как голубянка точечная (Phengaris teleius) и голубянка алькон (Phengaris alcon) найдены в муравейниках Myrmica scabrinodis, где являются их сожителями. Муравьи сами приносят в гнездо гусениц старшего возраста, которых затем кормят (или гусеницы поедают муравьиный расплод).

## Систематика и этимология

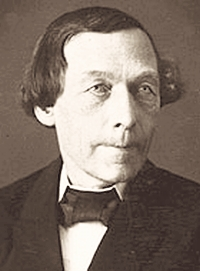
Профессор Вильям Нюландер (William Nylander, 1822—1899) в 1846 году впервые описал этот вид

Включён в видовой комплекс Myrmica scabrinodis-complex из группы видов Myrmica scabrinodis-group. Вид был впервые описан в 1846 году финским энтомологом Вильямом Нюландером (фин. William Nylander, 1822—1899) по материалам из Бельгии. Таксоны Myrmica eidmanni и Myrmica ussuriensis ранее рассматривались в качестве подвидов под именами Myrmica scabrinodis eidmanni Menozzi, 1930 и M. scabrinodis ussuriensis Kuznetsov-Ugamsky, 1928. Первый таксон в настоящее время признан отдельным видом, а статус второго остаётся неопределённым из-за утери типовых экземпляров, но судя по описанию, принадлежащим другой видовой группе.
В 2019 году Эбсен с соавторами (Ebsen et al., 2019), используя молекулярные филогенетические методы, основанные на митохондриальной ДНК, обнаружили две сильно расходящиеся парафилетические линии в пределах M. scabrinodis. Это согласуется с более ранними предположениями о том, что криптические виды (скрытые сиблинги) или экотипы могут встречаться либо в связи с местом обитания или с широтой или долготой местности.
Видовое название M. scabrinodis происходит от сочетания двух латинских слов scabres (шероховатость) и nodus (узелок), что соответствует морщинистой структуре поверхности узелка петиоля.